# ジャン＝クロード・ヴァンデン・エインデン
ジャン=クロード・ヴァンデン・エインデン（Jean-Claude Vanden Eynden, 1947年8月26日 - ）は、ベルギーのピアノ奏者。
ブリュッセルの生まれ。1959年から1965年までブリュッセル王立音楽院でエドゥアルド・デル・プエヨにピアノを学ぶ。在学中の1964年にエリザベート王妃国際音楽コンクールで3位入賞を果たした。卒業後は独奏者としてだけでなく、室内楽奏者としても国際的に活動。2004年には師のプエヨが1977年に創設した音楽センターを再建し、そのセンターの音楽監督となった。